# 王建太
王建太（1963年4月—），男性，汉族，甘肃静宁贾河乡人，1983年6月加入中国共产党，1981年3月参加工作，庆阳师范专科学校历史系历史专业毕业，中共中央党校大学学历。中华人民共和国政治人物。

## 人物经历
王建太早年在家乡甘肃省静宁县的阳坡公社（今仁大鎮）担任干事，期间加入中国共产党。1983年，王建太考入庆阳师范专科学校，就读于该校历史系历史专业，1985年毕业后回到平凉地区，先后在中共静宁县委组织部、中国共青团静宁县委员会、中共静宁县委办公室、中国共青团平凉地区委员会、中共平凉地委等机构任职，1996年，王建太来到泾川县，先后担任该县党委副书记、书记。
2001年，王建太来到定西地区，担任该地区行署副专员:460，定西改制为地级市后转任市人民政府副市长。2007年5月，升任中共定西市委常委、纪委书记。
2010年，王建太升任中共甘肃省纪委副书记，2012年兼任甘肃省监察厅厅长。2018年1月，在甘肃省十三届人大常委会上，甘肃省监察厅撤销，王建太随之被免职，数日后，转任中共金昌市委书记，2019年12月离职。2020年1月，当选为甘肃省政协秘书长。
王建太也是第十二、十三届中共甘肃省委委员。